# Albert Tournier
Albert Tournier, né le 24 mai 1855 à Pamiers et mort le 3 septembre 1909 à Ussat, est un journaliste, homme de lettres et homme politique français.

## Biographie
Albert Tournier fait des études classiques au collège de Pamiers avant de partir à Paris. Il y étudie le droit avec succès, et s'inscrit au barreau de la capitale à l’âge de vingt-cinq ans en 1880. Il sera avocat jusqu’en 1894, date à laquelle il devient bibliothécaire du ministère de l'Instruction publique et des Beaux-Arts.
Il devient chroniqueur parlementaire à L'Événement, collabore au Figaro, au Matin, au Télégraphe ainsi qu'à de très nombreuses revues. Il écrit aussi de nombreux ouvrages, dont en 1897 un livre sur un ariégeois célèbre, Marc-Guillaume-Alexis Vadier, président du comité de sûreté générale sous la Terreur.
Félibre, il est vice-président de la « Cigale » et du « Félibrige de Paris », il écrit un Chansonnier provençal et, avec Paul Arène, Des Alpes aux Pyrénées. Il est en outre de ceux qui furent à l'origine des représentations au Théâtre antique d'Orange. Il fut élu majoral du Félibrige en 1902.

### Vie politique
La vie politique d'Albert Tournier commence vraiment en 1898. En effet, il se présente aux élections législatives face au candidat républicain libéral Julien Dumas à Pamiers. Il sera largement battu. Loin de se défaire, il se représentera et battra le député sortant le 1er juin 1902, devenant ainsi député de l'Ariège. En 1906, il sera élu pour son deuxième mandat consécutif. Il siège aux côtés des Radicaux-socialistes et interviendra très peu. Sa carrière politique prendra fin avec sa mort le 3 septembre 1909.

## Décorations
- Chevalier de la Légion d'honneur

## Publications
- 1892 - Des Alpes aux Pyrénées : étapes félibréennes[1]
- 1893 - Gambetta, souvenirs anecdotiques
- 1896 - Vadier, président du Comité de sûreté générale sous la Terreur d'après des documents inédits[2]
- 1904 - Les Félibres de Paris